# الحيلونة
الحيلونة بلدية في منطقة مصياف التابعة لمحافظة حماة. تقع شمال غرب مصياف في منطقة جبلية يصل أعلى ارتفاع فيها إلى 1200 م تقريباً في موقع الشيخ حسن والقرية من القرى الحدودية لمحافظة طرطوس. تمتد الحدود الإدارية لقرية الحيلونة غرباً قرية رام ترزة والطواحين وعين قضيب وجنوباً قرية حيالين مصياف وشرقاً قرية دير ماما وشمالاً قرية اللقبة وقرية طير جبة المواقع الأثريَّة: في القرية بعض المواقع الأثرية كموقع حبيان الموجود فيه عين ماء موسمية تمتلئ في الشتاء من مياه الأمطار ومن المياه التي تأتي من الفوالق والسراديب بالإضافة إلى وجود مقابر منحوتة ضمن الصخر وواقعها الحالي على شكل جرون مليئة بالمياه التي تأتي إليها من الفوالق والسراديب أيضاً وبعض المواقع الأخرى مثل رغيل وبداما وجلالين وحيلون التحتاني لوجود هياكل بيوت مبنية من الحجر وبقطوع كبيرة وآبار كفرية منحوتة بالصخر تدل على أن الإنسان عاش فيها منذ مئات أو آلاف السنين.

## السكان
يبلغ عدد سكان القرية حسب إحصائيات السجل المدني في مصياف 3516 نسمة حتى نهاية يقطن منهم النصف تقريبا خارج القرية موزعين في المحافظات بسبب العمل الوظيفي -مدني وعسكري وخاص- ويعود القسم الأكبر منهم إلى القرية في الصيف لقضاء العطلة الصيفية لأن مناخها معتدل في فصل الصيف فيقصدها الكثير من المصطافين من القرى المجاورة وباقي المحافظات وخاصةً إلى الأماكن المرتفعة والتي تكثر فيها الغابات الحراجية.